# 公兴站
公兴站是一个成昆铁路上的铁路车站，位于四川省成都市双流区公兴街道，建于1960年，目前为四等站，邮政编码为610213。车站目前不办理客运业务，货运仅办理专用线、专用铁路货运作业。车站在复线化后设有7条股道（含2条正线），设有通往成都交通油料能源股份、成都南玻玻璃和中国航空油料成都分公司的专用线。